# Podu Nărujei, Vrancea
Podu Nărujei este un sat în comuna Năruja din județul Vrancea, Moldova, România.
 Acest articol despre o localitate din județul Vrancea este deocamdată un ciot. Puteți ajuta Wikipedia prin completarea lui.